# Tarnawatka (gmina)
Pour les articles homonymes, voir Tarnawatka.
Tarnawatka est une gmina rurale (gmina wiejska) du powiat de Tomaszów Lubelski, dans la Voïvodie de Lublin, dans l'est de la Pologne (capitale de la voïvodie).
Son siège administratif (chef-lieu) est le village de Tarnawatka, qui se situe environ 10 kilomètres au nord de Tomaszów Lubelski (siège du powiat) et kilomètres km au sud-est de la capitale régionale Lublin.
La gmina couvre une superficie de 82,66 km2 pour une population de 4 050 habitants en 2006.

## Histoire
De 1975 à 1998, la gmina est attachée administrativement à l'ancienne voïvodie de Zamość.

Depuis 1999, elle fait partie de la nouvelle voïvodie de Lublin.

## Géographie
La gmina inclut les villages (sołectwa) de:

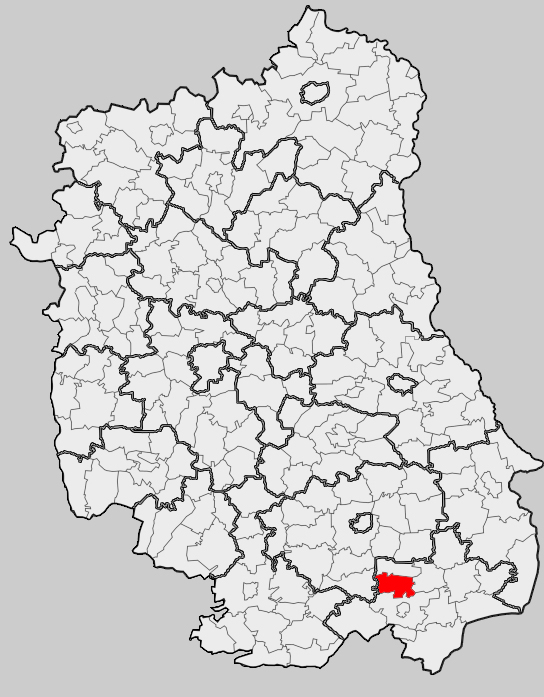
Position de la gmina dans la voïvodie

- Dąbrowa Tarnawacka
- Górka
- Gromada
- Hatczyska
- Hatczyska-Kolonia
- Huta Tarnawacka
- Kaliszaki
- Klocówka
- Kocia Wólka
- Kolonia Klocówka
- Kunówka
- Łanowe Sołtysy
- Niemirówek
- Niemirówek-Kolonia
- Pańków
- Pauczne
- Petrynówka
- Podhucie
- Pucharki
- Skrzypny Ostrów
- Sumin
- Suminek
- Tarnawatka
- Tarnawatka-Tartak
- Tymin
- Wieprzów Ordynacki
- Wieprzów Tarnawacki
- Zaolzie

### Gminy voisines
La gmina de Tarnawatka est voisine des gminy de
- Krasnobród
- Krynice
- Rachanie
- Tomaszów Lubelski

## Structure du terrain
D'après les données de 2002, la superficie de la commune de Tarnawatka est de 82,66 kilomètres carrés, répartis comme telle :
- terres agricoles : 63 %
- forêts : 26 %

La commune représente 5,56 % de la superficie du powiat.

## Démographie
Données du 30 juin 2004
| Description        | Total  | Total | Femmes | Femmes | Hommes | Hommes |
| ------------------ | ------ | ----- | ------ | ------ | ------ | ------ |
| Unité              | Nombre | %     | Nombre | %      | Nombre | %      |
| Population         | 4 135  | 100   | 2 068  | 50     | 2 067  | 50     |
| Densité (hab./km²) | 50     | 50    | 25     | 25     | 25     | 25     |